# La Montagne (Haute-Saône)
Pour les articles homonymes, voir La Montagne.
La Montagne est une commune française située dans le département de la Haute-Saône, la région culturelle et historique de Franche-Comté et la région administrative Bourgogne-Franche-Comté. Elle fait partie du Massif des Vosges avec lequel elle partage une ascendance montagnarde culturelle et historique commune.
Ses habitants sont appelés les Montaignions.

## Géographie

### Localisation
La Montagne est située dans le nord-est du département de la Haute-Saône, dans le massif des Vosges. Son territoire est limitrophe des communes vosgiennes du Girmont-Val-d'Ajol et de Rupt-sur-Moselle au nord et les communes de La Rosière (Haute-Saône) à l'est, La Longine et Corravillers au sud.
Le plateau de Beauregard constitue un domaine skiable de fond libre d'accès.

### Géologie et Relief
La Montagne est située dans les Vosges Saônoises (Massif des Vosges), entièrement à l'étage montagnard, la commune possède un relief dessiné et une altitude minimale supérieure à 500 mètres. Le village centre où se trouve la Mairie (Le Petit Saucy) est très peu peuplé est se perche sur les pentes du Haut de Beauregard (ou Haut de Bellechaume) dans la haute vallée de la Croslière. Trois autres hameaux se trouvent dispersés au sein du territoire communal, on peut citer le Grand Saucy à 654 mètres, le Marchessant à 637 mètres et enfin le plus haut, le Martelot à 723 mètres. Le village centre se trouve lui à l'altitude de 700 mètres.
Ses altitudes varient de 570 mètres au Moulin de la Scie à 802 mètres à son sommet le plus haut : le Giraultfaihy. La commune dépasse également les 800 mètres au Gueuty (près du haut du Bambois) et aux abords du haut de l'Etang Fenot à la frontière avec Rupt-sur-Moselle.
Quelques sommets parsèment le territoire communal de La Montagne, les moins élevés sont au sud, à commencer par le Haut de la Brosse à 752 m, juste à côté se trouve le Haut de la Louvière à 756 mètres, il est situé sur le versant faisant directement face au village. C'est un des sommets les plus connus du secteur pour ses roches et sa vue.
Ces deux sommets voisins de moins d'un kilomètre sont séparés par le col de la Louvière (723 m). En continuant de remonter au nord des Brosses on trouve le col des Brosses (745 m) puis le Haut des Broussailles à 780 mètres qui domine la source de la Croslière. De l'autre côté de la vallée, sur le versant du village centre on trouve à l'ouest le Haut des Baumes à 764 mètres, le Haut de Bellechaume (ou de Beauregard), le Haut de la Passée à 792 mètres et juste au nord le Haut de Giraultfaihy à 802 mètres d'altitude. Entre ces deux derniers sommets, se trouve l'étang des Murots à 745 mètres.

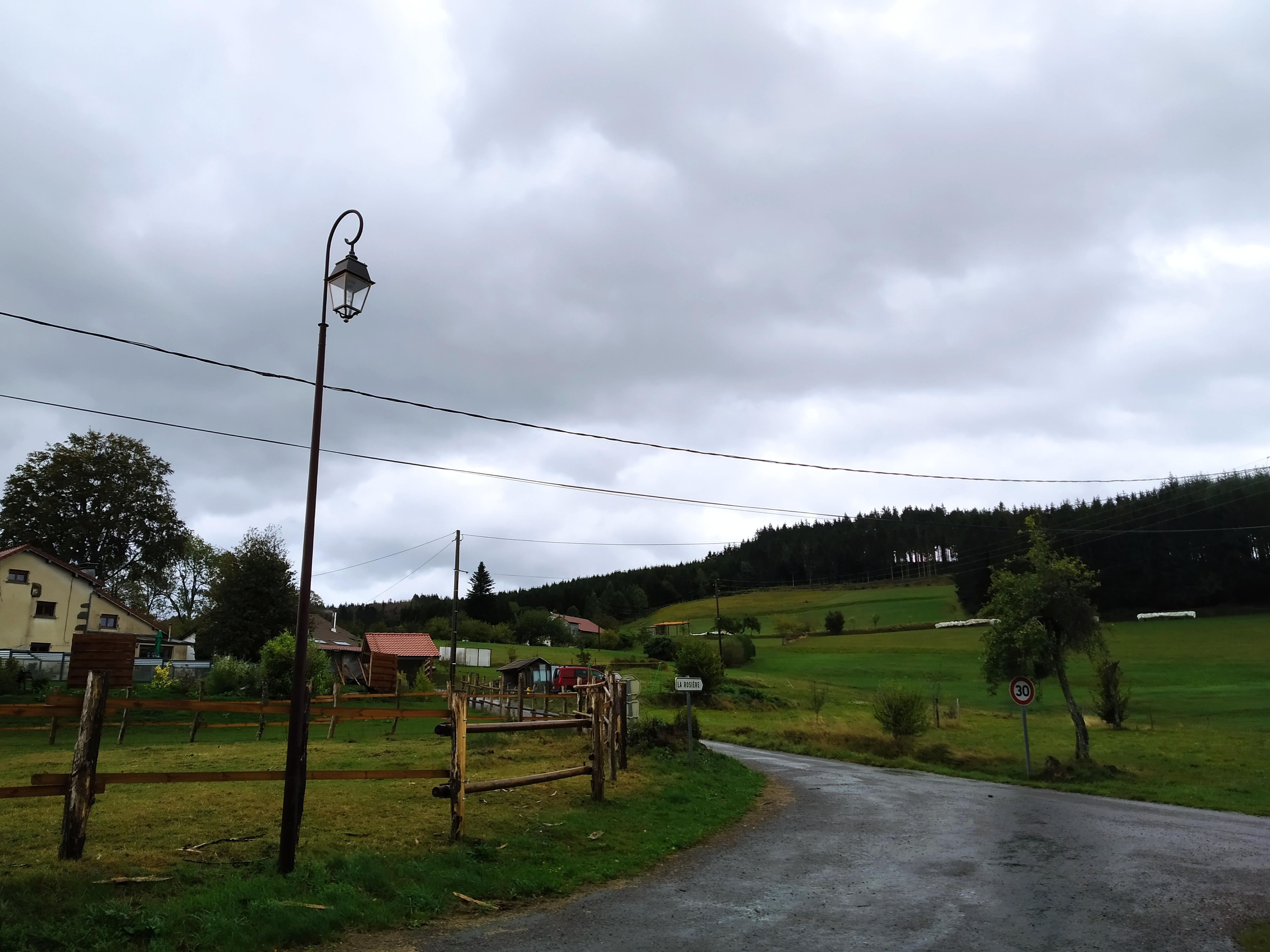
Hameau du Marchessant au pied de la Louvière.

#### Hydrographie et les eaux souterraines
HHydrogéologie et climatologie : Système d’information pour la gestion des eaux souterraines du bassin Rhin-Meuse :
Territoire communal : Occupation du sol (Corinne Land Cover); Cours d'eau (BD Carthage),
Géologie : Carte géologique; Coupes géologiques et techniques,
 Hydrogéologie : Masses d'eau souterraine; BD Lisa; Cartes piézométriques.
La commune est traversée par le ruisseau de la Croslière, qui naît sur le territoire communal à la Breuche Beugnot et est un affluent du Breuchin, qu'il rejoint à La Longine. Il forme la haute vallée de la Croslière qui est la vallée principale de la commune.
Quelques petits torrents mineurs prennent leur source sur le territoire communal et sont affluents de la Croislière. Les torrents du Flaon, des Murots et des Graviers prennent leur source au nord et versent dans le ruisseau de la Méreille, affluent de la Combeauté qu'il rejoint 10 km plus bas au Val d'Ajol.

### Climat
Pour des articles plus généraux, voir Climat de la Bourgogne-Franche-Comté et Climat de la Haute-Saône.
En 2010, le climat de la commune est de type climat de montagne, selon une étude du Centre national de la recherche scientifique s'appuyant sur une série de données couvrant la période 1971-2000. En 2020, Météo-France publie une typologie des climats de la France métropolitaine dans laquelle la commune est exposée à un climat semi-continental et est dans une zone de transition entre les régions climatiques « Lorraine, plateau de Langres, Morvan » et « Vosges ».
Pour la période 1971-2000, la température annuelle moyenne est de 8,5 °C, avec une amplitude thermique annuelle de 16,9 °C. Le cumul annuel moyen de précipitations est de 1 664 mm, avec 13 jours de précipitations en janvier et 11,4 jours en juillet. Pour la période 1991-2020, la température moyenne annuelle observée sur la station météorologique de Météo-France la plus proche, « Val-D Ajol », sur la commune du Val-d'Ajol à 8 km à vol d'oiseau, est de 10,5 °C et le cumul annuel moyen de précipitations est de 1 575,5 mm. 
La température maximale relevée sur cette station est de 40 °C, atteinte le 25 juillet 2019 ; la température minimale est de −18,5 °C, atteinte le 20 décembre 2009,,.
Les paramètres climatiques de la commune ont été estimés pour le milieu du siècle (2041-2070) selon différents scénarios d'émission de gaz à effet de serre à partir des nouvelles projections climatiques de référence DRIAS-2020. Ils sont consultables sur un site dédié publié par Météo-France en novembre 2022.

## Urbanisme

### Typologie
Au 1er janvier 2024, La Montagne est catégorisée commune rurale à habitat très dispersé, selon la nouvelle grille communale de densité à sept niveaux définie par l'Insee en 2022.
Elle est située hors unité urbaine. Par ailleurs la commune fait partie de l'aire d'attraction de Luxeuil-les-Bains, dont elle est une commune de la couronne,. Cette aire, qui regroupe 41 communes, est catégorisée dans les aires de moins de 50 000 habitants,.

### Occupation des sols
L'occupation des sols de la commune, telle qu'elle ressort de la base de données européenne d’occupation biophysique des sols Corine Land Cover (CLC), est marquée par l'importance des forêts et milieux semi-naturels (79,2 % en 2018), une proportion sensiblement équivalente à celle de 1990 (79,1 %). La répartition détaillée en 2018 est la suivante :

forêts (77,3 %), prairies (16,2 %), zones agricoles hétérogènes (4,6 %), milieux à végétation arbustive et/ou herbacée (1,9 %). L'évolution de l’occupation des sols de la commune et de ses infrastructures peut être observée sur les différentes représentations cartographiques du territoire : la carte de Cassini (XVIIIe siècle), la carte d'état-major (1820-1866) et les cartes ou photos aériennes de l'IGN pour la période actuelle (1950 à aujourd'hui).

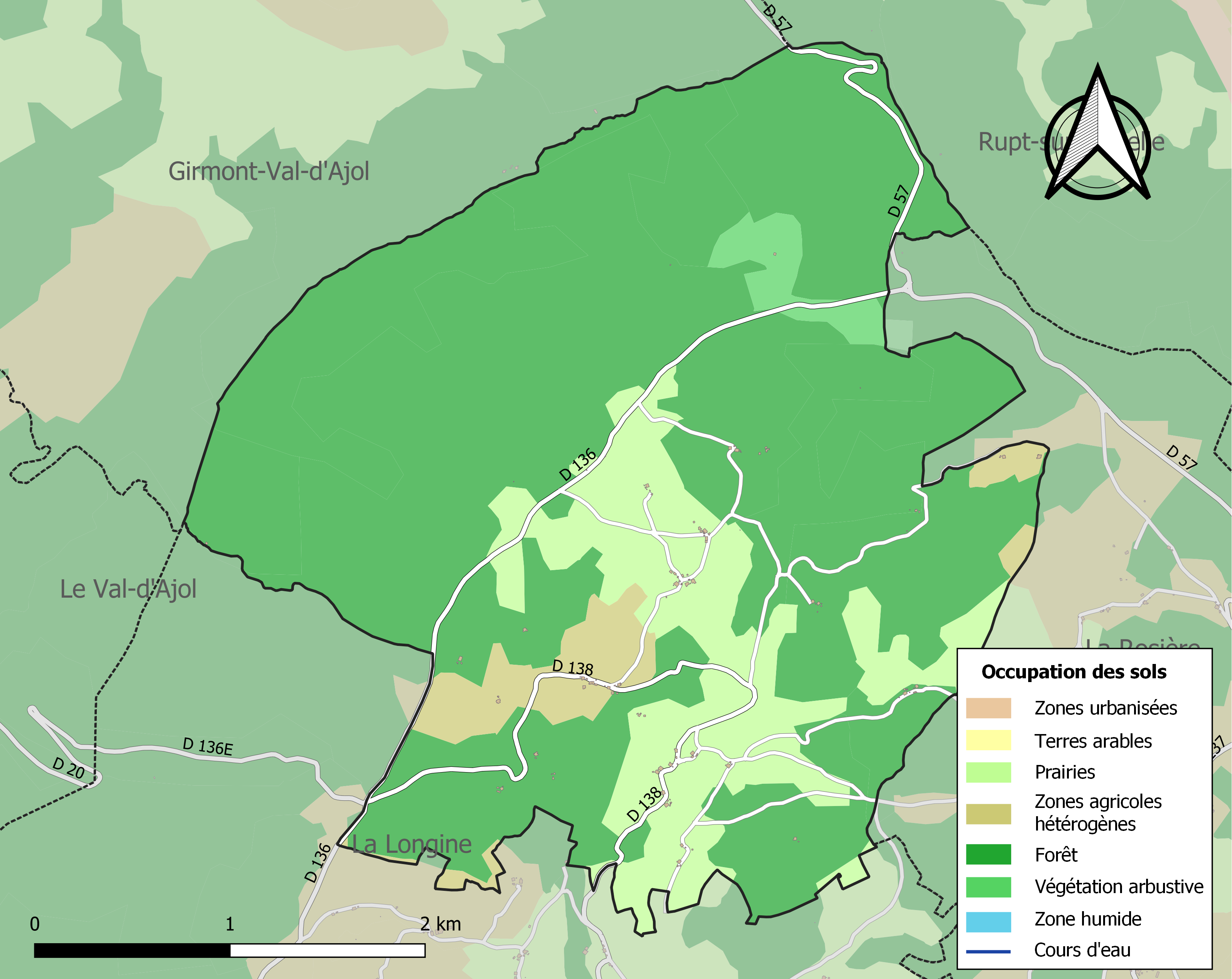
Carte des infrastructures et de l'occupation des sols de la commune en 2018 (CLC).

## Histoire
Au Moyen Âge, La Montagne appartenait à la Franche-Comté de Bourgogne et au Bailliage d'Amont.
La commune de La Montagne comptait un peu plus de 700 habitants au début du XIXe siècle, avec une pointe à 774 habitants au recensement de 1846. La démographie n'a cessé de chuter depuis le milieu du XIXe siècle à nos jours, notamment à cause de l'industrialisation de la vallée du Breuchin (usines textiles, forges...) et ensuite à la désindustrialisation (fermeture de ces mêmes usines à partir des années 1940-1950) et à l'exode rural vers les villes, qui marque la fin de la petite polyculture agricole, celle-ci même qui maintenait encore un peu plus de 200 habitants à La Montagne dans les années 1950 (201 habitants au recensement de 1954). La Montagne ne compte plus, aujourd'hui, qu'une quarantaine d'habitants.
Dès lors, de nombreux hameaux ont été délaissés tels que les secteurs des Graviers, des Murots (en contrebas de l'étang), le Rancey, le Pré des Deux, Grange Flaon, le Valmont, Faing Mougeot, Faing Laurent où il ne subsiste plus aucune habitation.
Il existe encore les hameaux du Petit et Grand Saucy, le Marchessant, les Meneuvres, le Martenot, le Laurien, les Saumages, la Breuche Beugnot, les Genêtres, Champ Chamagne, le Lanhy, les Feignes, la Brosse, Derrière la Brosse, la Voie du Ban, les Habatteux qui sont habités et/ou qui disposent de quelques maisons secondaires.
Au siècle dernier, il y avait encore trois moulins sur le territoire communal :
- le Moulin du Laurien (sur le ruisseau de la Croslière, en ruine aujourd'hui) ;
- le Moulin de la Grange Flaon (sur le ruisseau Le Flaon, en ruine aujourd'hui) ;
- le Moulin du Marchessant (sur le ruisseau de la Croslière, Minoterie Duhoux dans les années 1950, encore existante).

La carte de Cassini, élaborée vers 1760 et visible sur le site Géoportail, donnerait deux autres moulins : au niveau du Petit Saucy, sur le ruisseau de la Croslière et aux Meneuvres (entre les Meneuvres et le Grand Saucy, visible aussi sur cadastre napoléonien de 1825).

## Politique et administration

Carte départementale représentant en rouge la Communauté de communes des 1000 étangs.

### Rattachements administratifs et électoraux
La commune fait partie de l'arrondissement de Lure du département de la Haute-Saône, en région Bourgogne-Franche-Comté. Pour l'élection des députés, elle dépend de la deuxième circonscription de la Haute-Saône.
La commune faisait partie depuis 1793 du canton de Faucogney-et-la-Mer. Dans le cadre du redécoupage cantonal de 2014 en France, la commune fait désormais partie du canton de Mélisey.

### Intercommunalité
La commune fait partie de la communauté de communes des mille étangs créée fin 2002.

### Budget et fiscalité 2022

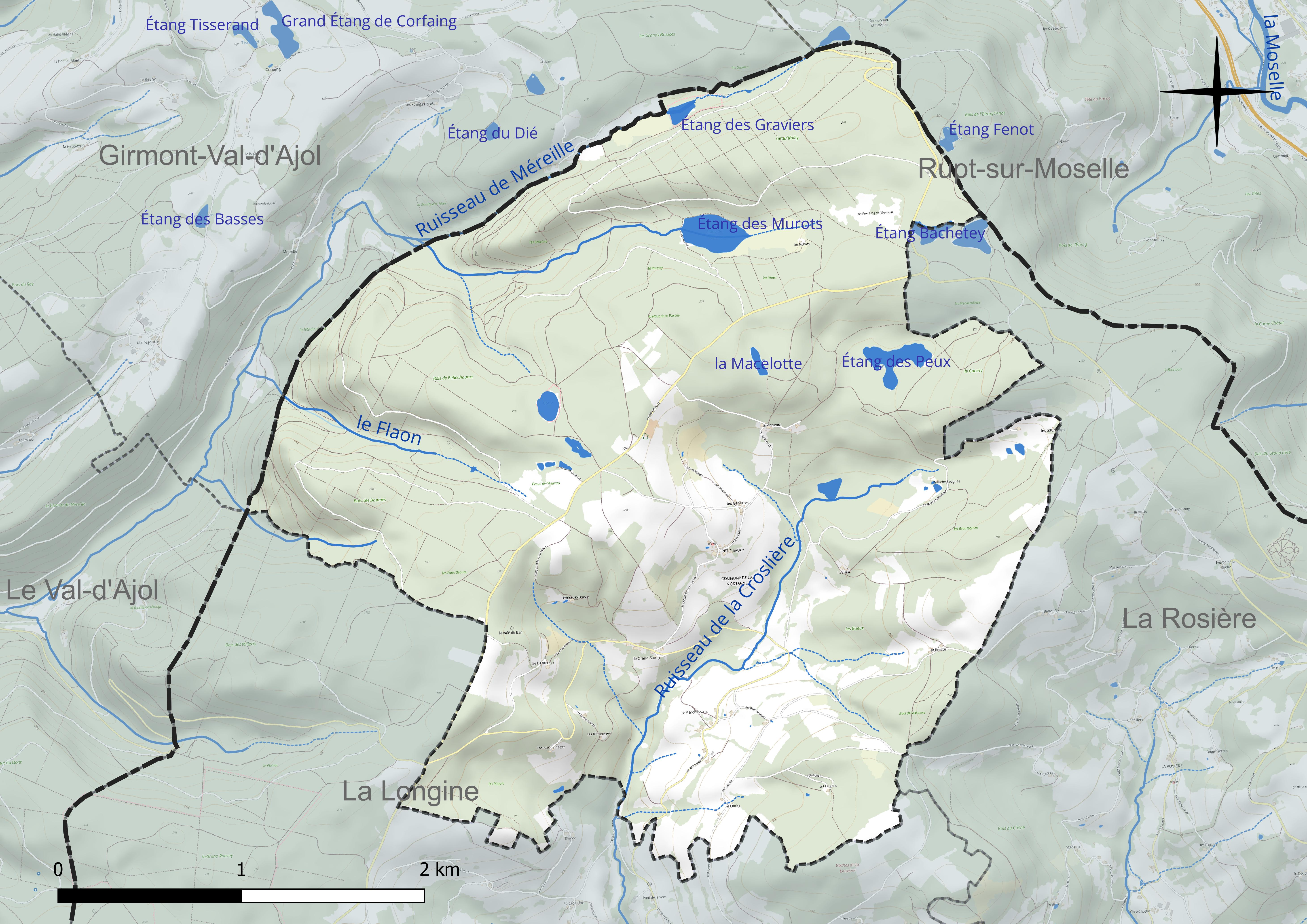
Carte du réseau hydrographique de la commune.

En 2022, le budget de la commune était constitué ainsi :
- total des produits de fonctionnement : 176 000 €, soit 4 751 € par habitant ;
- total des charges de fonctionnement : 135 000 €, soit 3 643 € par habitant ;
- total des ressources d'investissement : 152 000 €, soit 4 116 € par habitant ;
- total des emplois d'investissement : 24 000 €, soit 635 € par habitant ;
- endettement : 100 000 €, soit 2 703 € par habitant.

Avec les taux de fiscalité suivants :
- taxe d'habitation : 10,38 % ;
- taxe foncière sur les propriétés bâties : 31,86 % ;
- taxe foncière sur les propriétés non bâties : 14,43 % ;
- taxe additionnelle à la taxe foncière sur les propriétés non bâties : 0,00 % ;
- cotisation foncière des entreprises : 0,00 %.

Chiffres clés Revenus et pauvreté des ménages en 2021 : médiane en 2021 du revenu disponible, par unité de consommation.

### Liste des maires
| Période                                  | Période       | Identité        | Étiquette | Qualité                         |
| ---------------------------------------- | ------------- | --------------- | --------- | ------------------------------- |
| Les données manquantes sont à compléter. |               |                 |           |                                 |
| 1989                                     | mars 2001     | Gérard Colle    |           |                                 |
| mars 2001                                | réélu en 2008 | Denis Tisserand |           | Réélu pour le mandat 2014-2020, |

## Population et société

### Démographie

#### Évolution démographique
L'évolution du nombre d'habitants est connue à travers les recensements de la population effectués dans la commune depuis 1793. Pour les communes de moins de 10 000 habitants, une enquête de recensement portant sur toute la population est réalisée tous les cinq ans, les populations de référence des années intermédiaires étant quant à elles estimées par interpolation ou extrapolation. Pour la commune, le premier recensement exhaustif entrant dans le cadre du nouveau dispositif a été réalisé en 2008.

En 2022, la commune comptait 38 habitants, en stagnation par rapport à 2016 (Haute-Saône : −1,4 %, France hors Mayotte : +2,11 %).
| 1793 | 1800 | 1806 | 1821 | 1831 | 1836 | 1841 | 1846 | 1851 |
| ---- | ---- | ---- | ---- | ---- | ---- | ---- | ---- | ---- |
| 699  | 533  | 708  | 718  | 663  | 718  | 721  | 774  | 766  |

| 1856 | 1861 | 1866 | 1872 | 1876 | 1881 | 1886 | 1891 | 1896 |
| ---- | ---- | ---- | ---- | ---- | ---- | ---- | ---- | ---- |
| 634  | 618  | 619  | 599  | 582  | 538  | 459  | 418  | 411  |

| 1901 | 1906 | 1911 | 1921 | 1926 | 1931 | 1936 | 1946 | 1954 |
| ---- | ---- | ---- | ---- | ---- | ---- | ---- | ---- | ---- |
| 409  | 375  | 394  | 331  | 312  | 291  | 270  | 241  | 201  |

| 1962 | 1968 | 1975 | 1982 | 1990 | 1999 | 2006 | 2008 | 2013 |
| ---- | ---- | ---- | ---- | ---- | ---- | ---- | ---- | ---- |
| 164  | 103  | 77   | 47   | 30   | 23   | 35   | 38   | 40   |

| 2018 | 2022 | - | - | - | - | - | - | - |
| ---- | ---- | - | - | - | - | - | - | - |
| 36   | 38   | - | - | - | - | - | - | - |

### Enseignement
Établissements d'enseignements :
- Écoles maternelles et primaires à Girmont-Val-d'Ajol, Rupt-sur-Moselle, Vecoux, Le Val-d'Ajol.
- Collèges à Rupt-sur-Moselle, Remiremont, Faucogney-et-la-Mer.
- Lycées à Remiremont.

### Santé
Professionnels et établissements de santé :
- Médecins à Rupt-sur-Moselle, Faucogney-et-la-Mer, Le Val-d'Ajol, Dommartin-lès-Remiremont, Plombières-les-Bains, Ramonchamp, Le Ménil, Remiremont.
- Pharmacies à La Rosière, Rupt-sur-Moselle, Faucogney-et-la-Mer, Le Val-d'Ajol, Dommartin-lès-Remiremont, Plombières-les-Bains, Ramonchamp, Remiremont, Luxeuil-les-Bains.
- Groupe hospitalier de la Haute-Saône.
- Centre hospitalier Beatrix de Lorraine de Remiremont.
- Hôpitaux à Le Thillot, Cornimont, Bussang.

### Cultes
- Culte catholique, Paroisse Vallée du Breuchin[27],[28], Diocèse de Besançon[29].

## Économie

### Entreprises et commerces

#### Agriculture
- Sylviculture et autres activités forestières.
- Autres cultures non permanentes.
- Élevage d'autres bovins et de buffles.
- Élevage d'autres animaux.

#### Tourisme
- Hébergements et restauration à La Montagne, La Rosière, La Longine, Girmont-Val-d'Ajol, Vecoux.

#### Commerces
- Commerces et services de proximité.

## Culture locale et patrimoine

### Lieux et monuments

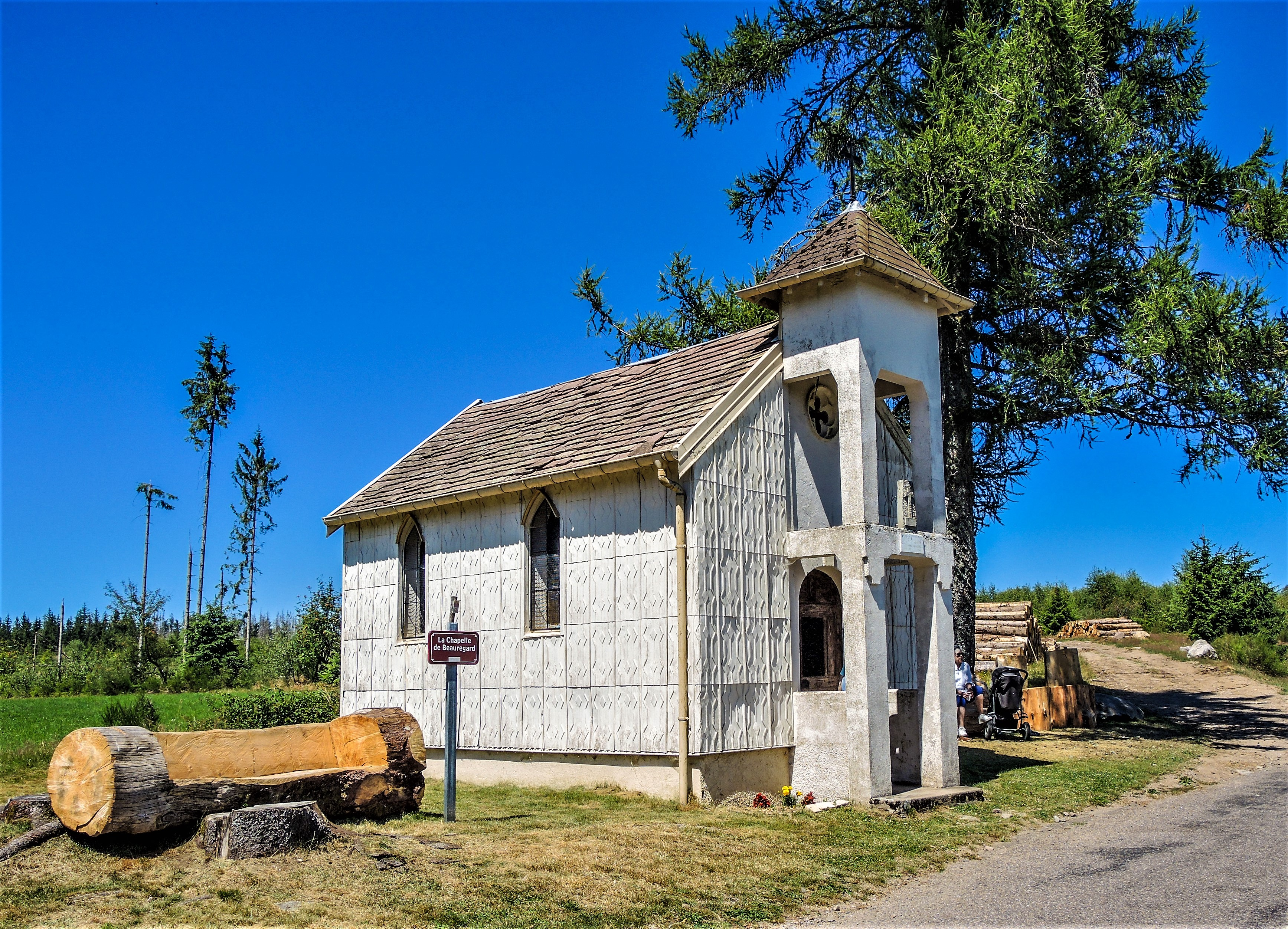
Chapelle Notre-Dame,dite chapelle de Beauregard.
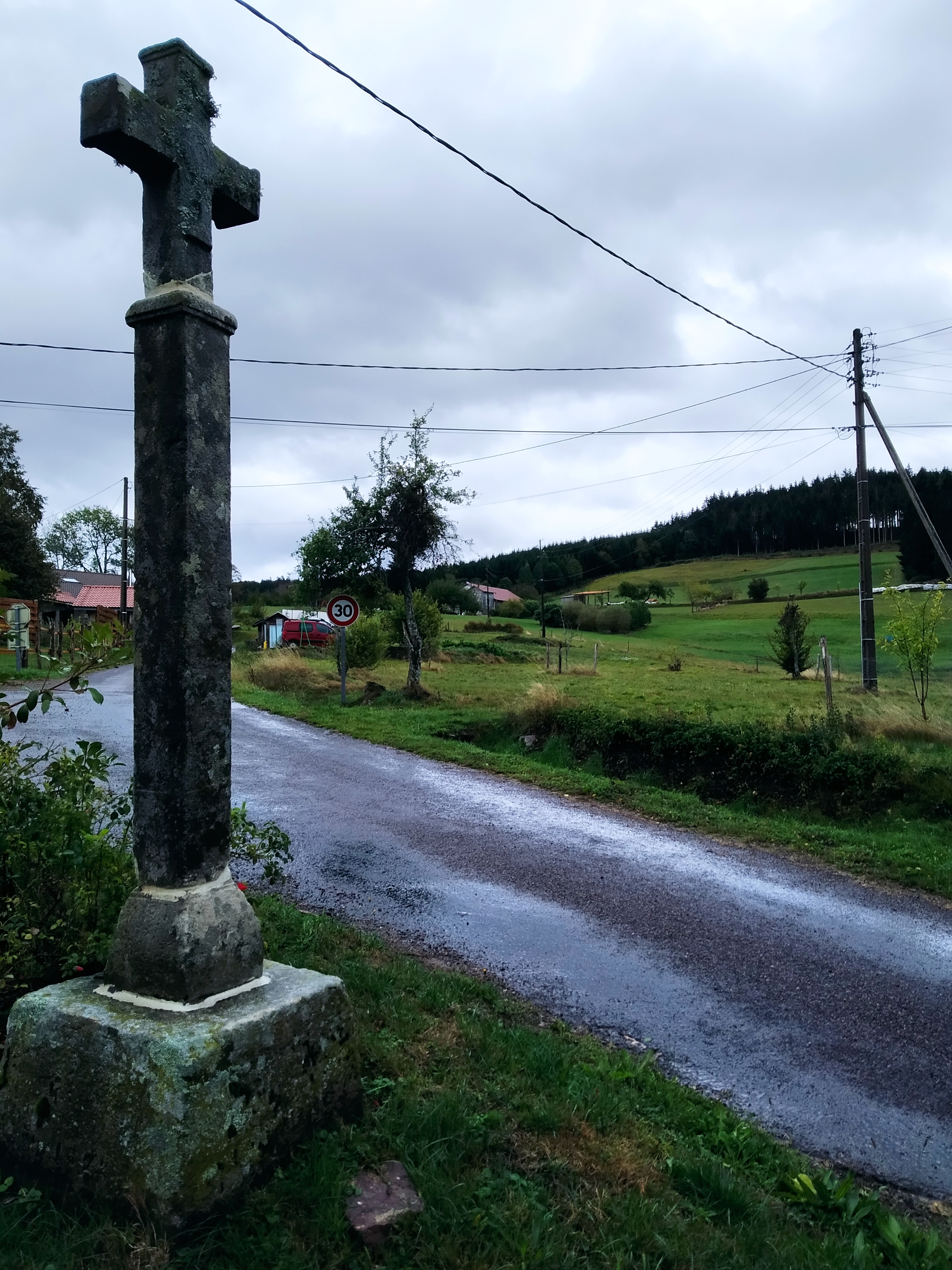
Croix du Marchessant.
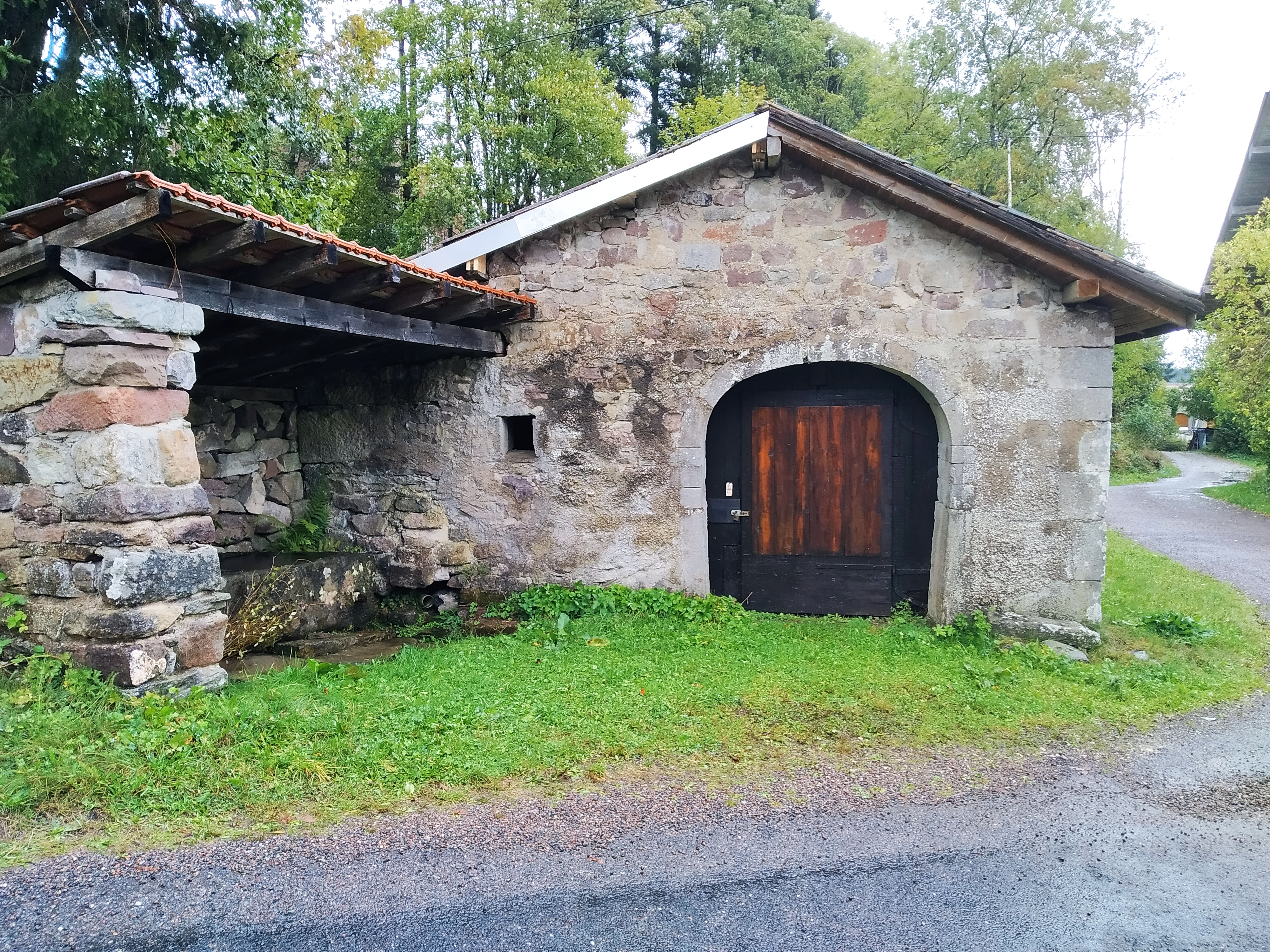
Lavoir du Martenot.

- Chapelle de Beauregard, édifiée en 1884 . 
C’est un paysan, qui s’était perdu une nuit de grande neige, qui émit le vœu de construire une chapelle s’il retrouvait la direction de sa ferme. Il l'a donc érigé à l’endroit même où il s’était égaré.
Autel en bois de chêne portant le Christ avec les quatre évangélistes (bas-relief). Statue de la Vierge de la Médaille Miraculeuse sur l'autel. Pèlerinage le lundi de la Pentecôte.
- Quelques étangs dont l'étang des Murots (5,5 ha env.), l'étang des Peux (4 ha env.).
- Le Moulin du Marchessant sur une dérivation du Marchessant[30].
- Lavoir du Martenot.

### Personnalités liées à la commune
- Nicolas Daval, originaire du Marchessant vers 1630, ecclésiastique et philosophe. Il disparut un jour, en laissant sa famille, qui apprit seulement vingt ans après que Nicolas avait voyagé jusqu'en Allemagne. Il se fixa à Salzbourg (Autriche) et il mourut à Linz (Autriche) le 21 janvier 1706[31].